# Les Loubards
Albums de Léo Ferré
Léo Ferré au Théâtre des Champs-Élysées
(1984) On n'est pas sérieux quand on a dix-sept ans
(1987)
Les Loubards est un album de Léo Ferré, paru en 1985. 
Ainsi que l'indique le titre de l'album dans sa « version longue », Léo Ferré chante Jean-Roger Caussimon Les Loubards, l'opus est consacré à la mise en musique par Ferré, de textes de son ami poète et parolier Jean-Roger Caussimon.

## Histoire
Quand il arrive à Paris en septembre 1956, dans l'intention de vivre professionnellement de la musique, Léo Ferré se rend au cabaret Au Lapin Agile sur la Butte Montmartre et demande à Jean-Roger Caussimon, qui y dit ses poésies, s'il peut mettre en musique son poème À la Seine, entendu sur Radio-Monte-Carlo, où Léo Ferré a travaillé les années précédentes. Caussimon accepte. C'est le début d'une amitié et d'une collaboration entre les deux hommes.
Ainsi, Léo Ferré met ensuite en musique Monsieur William (enregistré au piano pour Le Chant du monde en juin 1950, resté longtemps inédit, puis dans une version arrangée par Jean Faustin sur son premier album paru chez Odéon en 1953). C'est un des premiers succès d'estime du chanteur, repris par les Frères Jacques et plus tard Serge Gainsbourg. Ferre enregistre finalement À la Seine en duo avec l'accordéoniste Jean Cardon  sur Le Piano du pauvre, son troisième album paru fin 1954.
En 1956-1957 les deux hommes collaborent de façon plus suivie. Ils créent quatre chansons  : Mon sébasto, Les Indifférentes (jamais enregistrée en studio), Mon camarade et Le Temps du tango (ces deux dernières figurant sur son dernier album pour Odéon, Encore... du Léo Ferré, 1958). Le Temps du tango devient au fil du temps un classique du répertoire de Léo Ferré et un des tangos mémorables de la chanson française.
En 1960, Ferré met en musique Comme à Ostende et l'enregistre sur Paname, son premier album pour le label Barclay. Ferré la reprend abondamment sur scène et la chanson devient un des piliers de son répertoire. En 1961, c'est au tour de la chanson d'amour Nous deux, publiée sur un EP.
Les deux hommes se retrouvent en 1972, avec Ne chantez pas la mort, que Caussimon envoie par la poste à son ami. Ferré la met immédiatement en musique et l'interprète avec gravité sur la scène de l'Olympia où il se produit (voir album Seul en scène) et lui fait une place sur son album Il n'y a plus rien, paru en 1973. Dans le sillage de ces retrouvailles, Ferré et Caussimon évoquent la possibilité de réaliser tout un album ensemble. Ce sera Les Loubards.

## Titres
Textes de Jean-Roger Caussimon. Musiques de Léo Ferré. 
| 1. | Nuits d'absence           | 4:03 |
| 2. | Les Spécialistes          | 5:05 |
| 3. | Les Vieux Chagrins        | 4:14 |
| 4. | Avant de te connaître     | 4:20 |
| 5. | J'entends passer le temps | 3:25 |

| 6. | Les Loubards             | 6:15 |
| 7. | Comment ça marche ?      | 5:05 |
| 8. | Metaphysic Song          | 6:02 |
| 9. | Les Drapeaux merveilleux | 2:40 |

## Musiciens
- Orchestre symphonique de Milan
  - Cor solo : Giuseppe Crott
  - Hautbois solo : Alberto Caroldi

## Production
- Orchestrations et direction musicale : Léo Ferré
- Prise de son : Paolo Bocchi
- Production : Léo Ferré
- Crédits visuels (pochette originale) : Alain Marouani, Raphaël Caussimon